# Clarksburg (Nyugat-Virginia)
Clarksburg település az Amerikai Egyesült Államok Nyugat-Virginia államában, Harrison megyében, melynek megyeszékhelye is. Lakosainak száma 16 061 fő (2020. április 1.).

## Népesség
A település népességének változása:

| 2010 | 16 578 |
| 2020 | 16 061 |